# اندیس سنجدو
سنجدو یک اندیس فلزی است که در حوالی شهر جام استان سمنان قرار دارد و مادهٔ معدنی موجود در آن، مس است.  